# 書神会
書神会（しょしんかい）は、書道の普及を目的に設立された書道団体。1928年に設立され、今治本部が運営・管理・指導している。現在は毎日書道展審査会員の織田蘭齋が会長を務める。毎日新聞社が後援。四国地方を中心に、支部を展開し、全国に約7000人の会員を持つ。

## 沿革
敗戦後、現代書の先駆者比田井天来門下の俊英上田桑鳩･手島右卿･桑原翠邦が真鍋士鴻･沢田大暁･生口万象の招きにより、関西派の炭山南木･村上三島が内田東水･河野如風により来県、愛媛の書道界は現代書･古典書ともに全国レベルに達する動機を作った。今治在住の織田子青は漢字･仮名の能書家として書神会長として多くの後輩を育てた。仮名書道は関西派の内田鶴雲、関東派比田井小琴派が伝えられた。